# Zirkel (Schwarzatal)
Zirkel ist ein Ortsteil von Mellenbach-Glasbach in der Landgemeinde Stadt Schwarzatal im Landkreis Saalfeld-Rudolstadt in Thüringen.

## Lage
Im Thüringer Wald an den im Tal emporsteigenden Landesstraßen 1144 und 1112 von Mellenbach-Glasbach nach Herschdorf liegt der Ortsteil Zirkel. Rechts und links der Straße an den steilen Hängen des Schwarzatales steht Fichtenwald.

## Geschichte
1465 wurde der Ortsteil erstmals urkundlich genannt. Bis 1918 gehörte der Ort zur Oberherrschaft des Fürstentums Schwarzburg-Rudolstadt. Zirkel hatte einen Haltepunkt an der Schwarzatalbahn.

## Weblinks

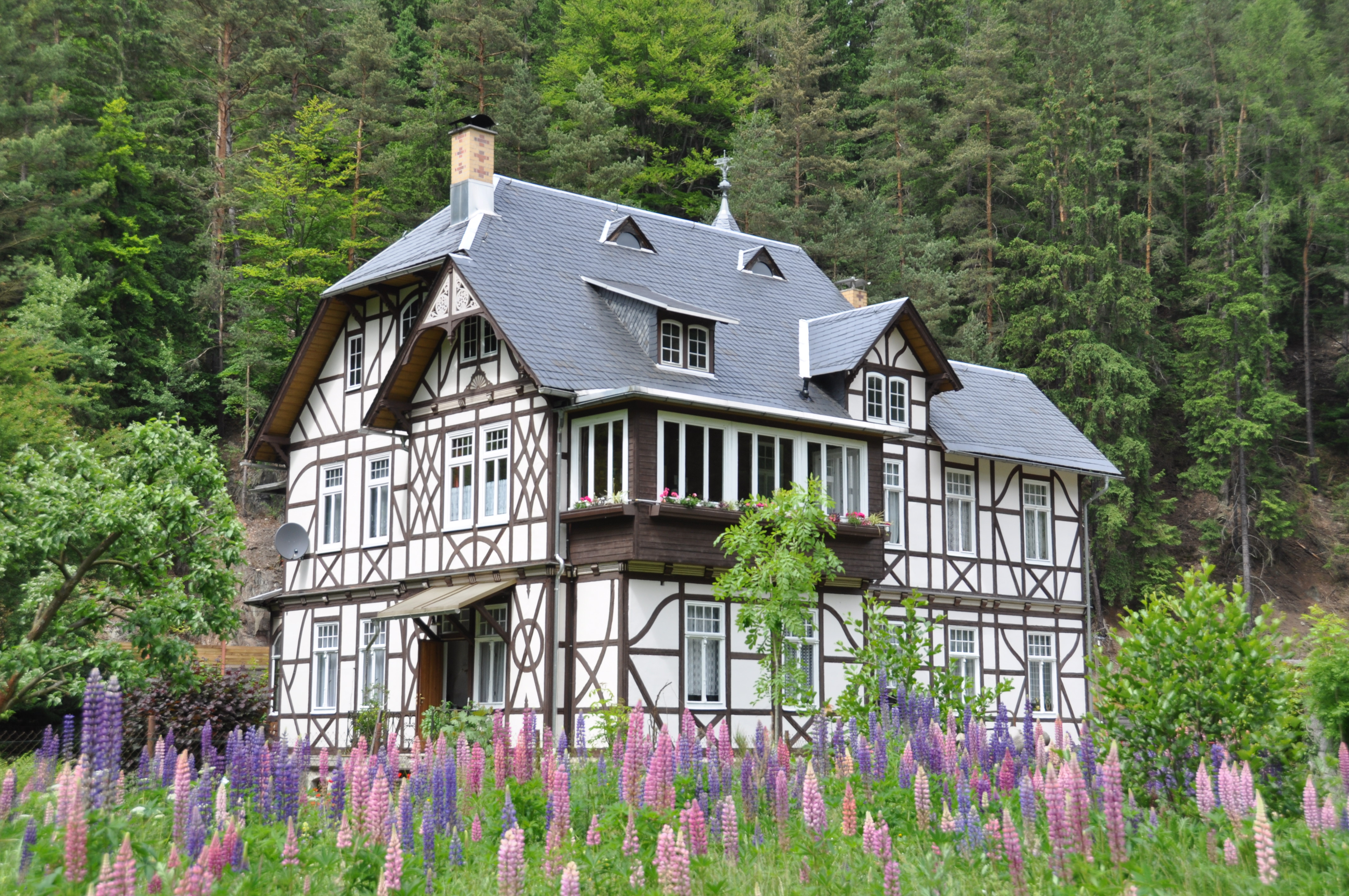
Haus in Zirkel mit Lupinen